# 11155 Kinpu
11155 Kinpu este un asteroid din centura principală de asteroizi.

## Descriere
11155 Kinpu este un asteroid din centura principală de asteroizi. A fost descoperit pe 31 decembrie 1997 la Ōizumi de Takao Kobayashi. El prezintă o orbită caracterizată de o semiaxă mare de 2,29 ua, o excentricitate de 0,12 și o înclinație de 5,4° în raport cu ecliptica.